# Kølevogn
En kølevogn er en godsvogn, som kan køle det transporterede gods.
Kølevogne anvendes til transport af ferske fødevarer som f.eks. kød og mælk. I ældre kølevogne anvendes is, men i dag er køleaggregaterne eldrevne med hjælp af varmepumper. Isolerede og ventilerede vogne, som passivt holder godset koldt, regnes ikke som kølevogne.
| Jernbane | Spire Denne jernbaneartikel er en spire som bør udbygges. Du er velkommen til at hjælpe Wikipedia ved at udvide den. |